# Сокольников, Юрген Петрович
Юрген Петрович Сокольников (30 января 1925, Чебоксары — 1 июня 2007, Москва) — советский и российский учёный, доктор педагогических наук, профессор, заслуженный учитель Чувашской Автономной Советской Социалистической Республики, академик «Международная педагогическая академия», «Академия педагогических и социальных наук», президент межрегиональной ассоциации «Воспитание», участник Великой Отечественной войны. За заслуги перед Отечеством награждён Орденом Отечественной войны I степени и государственными медалями.

## Биография
Родился в семье служащих г. Ядрин Чувашия. В 1942 году после окончания средней школы с отличием работал токарем на электроприборном заводе в г. Чебоксары. В 1949 году окончил Чувашский государственный педагогический университет имени И. Я. Яковлева. После окончания института всю свою трудовую деятельность посвятил педагогической сфере. На первом этапе педагогического пути работал учителем средней школы Чурачикский район, а затем её директором. На втором этапе в 1957 году начал профессиональную деятельность в качестве преподавателя высшей школы Чувашский государственный педагогический университет имени И. Я. Яковлева. Уверенно прошёл профессиональный путь от старшего преподавателя и доцента до профессора и заведующего кафедрой педагогики. С 1962 по 1966 года в экспериментально-методических целях осуществлял трудовую деятельность классным руководителем и учителем истории в школе № 4 г. Чебоксары, совмещая при этом профессиональную деятельность в высшей школе. В течение нескольких лет возглавлял психолого-педагогическую лабораторию воспитательно-образовательных систем в Чувашском республиканском институте образования. С 1974 года на третьем этапе своей педагогической карьеры переехал в столицу для работы в Московском областном педагогическом институте в должности профессора кафедры педагогики начального обучения.

## Научная деятельность
В течение четырёх лет 1971 по 1974 гг. являлся старшим научным сотрудником Научно-исследовательского института национальных школ Министерства просвещения РСФСР (Москва). Теоретически обосновал и разработал педагогическую концепцию системного и целостного подхода к воспитанию личности. Вся его научная деятельность была посвящена созданию основ учения о логике педагогической деятельности. За свою профессиональную научную карьеру опубликовал свыше 200 научных работ, в том числе 12 монографий. Создал педагогическую научную школу, в которой его ученики, доктора наук и кандидаты наук, продолжают развивать его идеи по реализации системного подхода в образовании и воспитании подрастающего поколения.
1. 1 2  Чувашская энциклопедия — Чувашское книжное издательство, 2006. — 2567 с. — ISBN 978-5-7670-1471-2